# Judy Simpson
Judy Simpson (Judy Earline Veronica Livermore; geb. Livermore; * 14. November 1960 in Kingston) ist eine ehemalige britische Leichtathletin jamaikanischer Herkunft, die ihre größten Erfolge im Siebenkampf hatte.
Bei den Olympischen Spielen 1980 in Moskau kam sie im Fünfkampf auf den 13. Platz.
1982 gewann sie für England startend bei den Commonwealth Games in Brisbane im Siebenkampf Silber und wurde über 100 Meter Hürden Fünfte. Bei den Leichtathletik-Europameisterschaften in Athen belegte sie im Siebenkampf den siebten Platz. Im Jahr darauf gewann sie Bronze bei der Universiade. Bei den Leichtathletik-Weltmeisterschaften 1983 in Helsinki gab sie auf, nachdem ihr im Speerwurf kein gültiger Versuch gelungen war, und erreichte über 100 Meter Hürden das Halbfinale.
Bei den Olympischen Spielen 1984 in Los Angeles wurde sie Fünfte im Siebenkampf und schied im Hochsprung in der Qualifikation aus. 1985 folgte eine weitere Bronzemedaille bei der Universiade.
1986 folgte einem Sieg bei den Commonwealth Games in Edinburgh Bronze bei den Europameisterschaften in Stuttgart. Bei den Olympischen Spielen 1988 in Seoul gab sie nach der zweiten Disziplin auf, bei den Commonwealth Games 1990 in Auckland holte sie Bronze.
1982 sowie 1983 wurde sie Englische Meisterin im Siebenkampf und 1985 Englische Hallenmeisterin über 60 Meter Hürden. Außerdem wurde sie 1985 Britische Meisterin über 100 Meter Hürden.

## Bestleistungen
- 60 m Hürden (Halle): 8,21 s, 1. Februar 1985, Sindelfingen
- 100 m Hürden: 13,05 s, 29. August 1986, Stuttgart
- Hochsprung: 1,92 m, 8. August 1983, Helsinki
  - Halle: 1,85 m, 1. Februar 1985, Sindelfingen
- Weitsprung: 6,40 m, 26. August 1984, Riccione
  - Halle: 6,21 m, 1. Februar 1985, Sindelfingen
- Fünfkampf: 4335 Punkte, 22. Juni 1980, Kopenhagen
- Fünfkampf (Halle): 3740 Punkte, 7. Januar 1978, Cosford
- Siebenkampf: 6623 Punkte, 30. August 1986, Stuttgart